# Robert Wahlberg (skådespelare)
För den svenska filmproducenten, se Robert Wahlberg (filmproducent)
Robert G. Wahlberg, född den 18 december 1967 i Dorchester, Boston, Massachusetts, USA, är en amerikansk skådespelare. Han är ett av nio barn och bror till bland andra Mark och Donnie Wahlberg. Han är av svensk, irländsk, tysk och fransk-kanadensisk härkomst.

## Filmografi
- 2014 – The Equalizer
- 2012 – Contraband
- 2009 – Don McKay
- 2007 – Gone Baby Gone
- 2007 – On Broadway
- 2006 – The Departed
- 2003 – Mystic River
- 2002 – Moonlight Mile
- 2001 – Scenes of the Crime
- 2000 – The Exchange
- 1998 – Southie